# Lichen ruber planus
A lichen ruber planus ismeretlen eredetű, nem fertőző, gyulladásos jellegű autoimmun betegség, amely a bőrön és/vagy a nyálkahártya egyes részein jelentkezik. Másfélszer gyakoribb nőkben mint férfiakban, és általában a 30-60 éves korosztályra jellemző. BNO kódja L43.

## Elnevezése
A betegségnek magyar neve nincs. A lichen latin szó, szó szerint zuzmót jelent, a bőrgyógyászatban sömört. A ruber, rubra, rubrum magyarul vörös, piros. A planus annyit tesz, mint sík, sima. Több nyelven Lichen planus a hivatalos neve.

## Tünetek
Előfordulhat hogy a Lichen ruber planus tünetei csak a bőrön jelentkeznek, de az is, hogy a bőr teljesen tünetmentes marad,
csak a szájban, vagy a genitáliákon figyelhetők meg a jellegzetes elváltozások.

### Tünetek a bőrön
A bőrön jellemzően a csuklóhajlatban és a bokák környékén gyakori, de a bőrfelületen másfelé is előfordulhat. Apró, lapos, fényes felületű, vöröses kiütések jellemzik, melyek nagyobb csomókká, vagy kiterjedt plakkokká állhatnak össze. Ezek színe sötétlilára, barnásra válthat. Az érintett bőrfelületek időnként erősen viszkethetnek.

### Tünetek a nyálkahártyán
A nyálkahártyán jellemzően a szájban, szürkésfehér csíkok formájában jelentkezik, de a betegség kiterjedhet a makkra és a vaginára is.

## Terápia
Bár tünetei enyhíthetők, jelenleg nem gyógyítható. A betegség lefolyása változatos, általában hosszú, eltarthat évekig is, és hullámzó periódusokat is mutathat. Az esetek 20 százalékában gyógyulás után újra visszatér.

## Külső hivatkozások
Angol nyelvű ismeretterjesztő videó a betegségről
Skin Disease Image Atlas : Lichen planus Archiválva 2019. október 29-i dátummal a Wayback Machine-ben
BNO kódok